# Billmasonius cienci
Billmasonius cienci – gatunek błonkówki z rodziny męczelkowatych, jedyny przedstawiciel rodzaju Billmasonius.

## Zasięg występowania
Występuje w Tajlandii.